# You Need Love
You Need Love è un singolo di Alexia pubblicato nel 2004.

## La canzone
È il primo singolo promozionale estratto dall'album Gli occhi grandi della Luna del 2004 che vanta prestigiose collaborazioni internazionali.
Il brano è scritto da Sam Watters and Simone Hines, produttore e autore dei più grandi successi di Anastacia, mentre la versione in italiano ovvero Come tu mi vuoi, è stata tradotta e adattata dalla cantante con Roberto Ferri.
La canzone registrata a Los Angeles come altri pezzi dell'album, partecipa ai più importanti show televisivi e musicali come il Festivalbar dove ottiene un discreto successo, ed è inoltre programmata dai più importanti network radiofonici.
Del singolo è stata fatta soltanto un'edizione internazionale.

## Tracce
1. Come tu mi vuoi
2. You Need Love

## Classifiche
| Paese  | Posizione raggiunta |
| ------ | ------------------- |
| Italia | 49                  |